# Donja Dolina
Donja Dolina je naseljeno mjesto u općini Bosanska Gradiška, Republika Srpska, BiH.

## Poznate osobe
Župa Dolina, koja obuhvaća Donju i Gornju Dolinu i Novo Selo, dala je četvoricu mučenika katoličke vjere: vlč. Marka Šalića, vlč. Ratka Grgića, msgra Kazimira Višatickog i dr Nikolu Bilogrivića (po specijalnosti povjesničara), strijeljanog u Banjoj Luci u namještenom sudskom postupku 20. veljače 1947., a kojem je suđeno skupa s uglednim i svetim katoličkim laikom dr. Felixom Niedzielskim i ustaškim stožernikom Viktorom Gutićem.

## Stanovništvo
Nacionalni sastav stanovništva 1991. godine, bio je sljedeći:
ukupno: 468
- Hrvati - 387
- Srbi - 70
- Jugoslaveni - 9
- ostali, neopredijeljeni i nepoznato - 2

## Povijest
U Donjoj Dolini nalazi se arheološki lokalitet koje se sastoji od prapovijesnog naselja i nekropole iz starijeg i mlađeg željeznog doba. Ovaj je lokalitet 2006. godine proglašen nacionalnim spomenikom BiH.